# Witrandschotelkorst
Witrandschotelkorst (Lecanora semipallida) is een korstmossoort uit de familie Lecanoraceae.

## Determinatie
Witrandschotelkorst is een korstvormig korstmos. Het vormt bruine apotheciën met een helderwitte of helder geelwitte rand. Het thallus is zichtbaar als een lichtgrijze vlek en is ingezonken in het substraat. De apotheciën staan op regelmatige afstand van elkaar en zijn binnen een thallus vaak van gelijke grootte. 
De soort lijkt op:
- Verborgen schotelkorst (Lecanora dispersa), maar deze heeft apotheciën met een minder opvallende, heldergrijze rand die vaak dicht opeen staan.
- Kleine schotelkorst (Lecanora hagenii), maar deze heeft bruingrijze apotheciën met een grijze rand. De apotheciën zijn binnen een thallus in allerlei ontwikkelingsstadia te vinden.

## Ecologie
Witrandschotelkorst groeit uitsluitend epilitisch. Het komt voor op kalkrijke, horizontale oppervlakken die tijdelijk vochtig blijven, zoals stoeptegels en liggende kalkstenen grafstenen.

### Syntaxonomie
In de syntaxonomie staat witrandschotelkorst te boek als kensoort voor de klasse van stippelkorsten en achterlichtmossen.

## Verspreiding
In Nederland is witrandschotelkorst vrij algemeen. Hij staat niet op de Nederlandse Rode Lijst en is niet bedreigd.